# Kazuhiro Kawata
Kazuhiro Kawata (japanisch 川田 和宏 Kawata Kazuhiro; * 11. Juni 1982 in der Präfektur Fukuoka) ist ein ehemaliger japanischer Fußballspieler.

## Karriere
Kawata erlernte das Fußballspielen in der Universitätsmannschaft der Fukuoka-Universität. Seinen ersten Vertrag unterschrieb er 2005 bei Ōita Trinita. Der Verein spielte in der höchsten Liga des Landes, der J1 League. Für den Verein absolvierte er 10 Erstligaspiele. 2007 wechselte er zum Drittligisten Gainare Tottori. Danach spielte er bei Matsumoto Yamaga FC, FC Ganju Iwate und Akita FC Cambiare. 2011 wechselte er zum Drittligisten Blaublitz Akita. Ende 2016 beendete er seine Karriere als Fußballspieler.